# Tudela (Cebu)
Tudela ist eine philippinische Stadtgemeinde in der Provinz Cebu. Sie hat 11.296 Einwohner (Zensus 1. August 2015).
Tudela sowie die Stadtgemeinde Poro liegen auf der Insel Poro, die zu den Camotes-Inseln gehört.

## Baranggays
Tudela ist politisch in elf Baranggays unterteilt.
- Buenavista
- Calmante
- Daan Secante
- General
- McArthur
- Northern Poblacion
- Puertobello
- Santander
- Secante Bag-o
- Southern Poblacion
- Villahermosa